# David Collin
Pour les articles homonymes, voir Collin.
David Collin, né le 18 août 1968 à Annecy (France) et mort le 30 septembre 2020 à Fribourg (Suisse), est un écrivain, éditeur, et producteur de radio français.

## Biographie
David Collin naît en 1968 à Annecy, en France. Après des études de littérature et de philosophie à Fribourg, il entre à la RTS en 1997 et se lance dans l'écriture.
À partir des années 2000, il publie un grand nombre de textes courts, articles de revues, nouvelles, participations à des ouvrages collectifs, jusqu'à la parution de son premier roman Train fantôme en 2007. Celui-ci obtient le prix littéraire de l'État de Fribourg, et la bourse Anton-Jaeger du premier roman.
Dans le même temps, il réalise plusieurs œuvres radiophoniques, d'abord en lien avec la littérature (sur Pérec, sur Pétrarque, puis sur son ami J.-B. Pontalis). Il participe également pendant plusieurs années à l'émission littéraire Entre les lignes sur Espace 2.
En 2011, il fonde la collection « Imprescriptible » aux éditions Metispresses, à Genève, consacrée aux génocides et aux crimes contre l'humanité. À cette période, cette thématique est au cœur de plusieurs de ses travaux littéraires et réalisations radiophoniques (Hiroshima/Nagasaki, 2005 ; Rwanda 15 ans après, 2009).
En 2012, il fait paraître un deuxième roman, Les Cercles mémoriaux, et devient producteur de l'émission Le LABO sur Espace 2. D'une durée initiale de deux heures hebdomadaires, le LABO devient rapidement l'une des principales émissions de création radiophonique francophones,.
Dans les années 2010, il place le thème du voyage au centre de nombreux projets d'envergure. En 2013, il réalise notamment avec Anne Gillot un documentaire de deux fois quatre heures enregistré dans le Transsibérien et inspiré de Blaise Cendrars (Rêver le Transsibérien, sur Espace 2). En 2018 et 2019, il publie un recueil de récits de voyages (Vers les confins) et un ouvrage biographique sur Victor Segalen (La Grande Diagonale).
Dans le même temps, son travail au sein du LABO lui vaut une reconnaissance internationale dans le monde de la radio. Il est invité à participer au jury de plusieurs prix prestigieux (Phonurgia Nova, Prix Italia), et plusieurs œuvres diffusées dans l'émission sont récompensées (prix Ondas pour Un temps de cochon de Benoit Bories ; mention spéciale « Grandes ondes » au festival Longueur d'ondes 2020 pour Ombres de Fukushima de David Collin).
En 2020, il tombe malade du cancer, dont il décède le 30 septembre à Fribourg. Il était le père de trois enfants. 

## Œuvres

### Littérature

#### Romans, récits
- Train fantôme, roman, Seuil, Paris, 2007 (bourse Anton Jaeger du premier roman[6]).
- Les Cercles mémoriaux, roman, L'Escampette, Montmorillon, 2012.
  - Traduction en espagnol (Argentine) par Susana Nigro : Los Circulos de la memoria, EDUVIM, Cordoba, 2015.
- Vers les confins. Voyages, dérives, épiphanies, récits, Hippocampe, Lyon, 2018.
- La Grande Diagonale, avec Victor Segalen, Hippocampe, Lyon, 2019.

#### Directions d'ouvrages
- Les Mots du génocide, Metispresses, Genève, 2011 (avec Régine Waintrater).
- Alejandra Pizarnik (dossier), La Revue de Belles Lettres, Genève, hiver 2011.
- 1913, numéro spécial (9) de la revue Hippocampe, Lyon, 2013 (avec Ariane Lüthi et David Christoffel).
- Les Voix de Jacques Roman, études, dialogues, inédits récents, L'Âge d'homme, 2015 (avec Doris Jakubec et Fanny Mossière).

#### Livres d'artistes
- L’Élan vital, avec le sculpteur André Pirlot, Cabédita, Morges, 1998.
- Par-dessus l'épaule de Théodore, carnets du Rwanda, photos de Jean-Luc Cramatte, Labor et Fides, Genève, 2005.
- Fleurs du mal, champs d'inquiétude, avec Étienne Krahenbuhl et Imane Humaydane Younes, Infolio, Lausanne, 2008.
  - Traduction en arabe, Beyrouth, 2011.
  - Traduction en anglais : Flowers of evil, aera of uneasyness, Infolio, Lausanne 2015.
- Bredzon forever, photographies de Jean-Luc Cramatte, Idpure, Morges, 2010
- Lit de pierres, le Rhône pas à pas, photographies de Mario del Curto et Pierre-Antoine Grisoni, Strates 0.2, Lausanne, 2012.
- Hugo Bonamin, portraits fantômes, catalogue d'exposition au Château de Chillon, Art Press, 2014.
- Traits communs (Ann Loubert et Clémentine Margheriti), catalogue exposition à la Halle Saint-PIerre (Paris), L'Atelier contemporain, 2014.
- Etienne Krähenbühl, Carapaces, Galeria Joan Gaspar, Barcelone, 2016.
- Rajak Ohnanian, Métamorphoses I & II, Galerie Descours, Lyon, 2017 (avec Annie Le Brun, Bernard Noël).

#### Autres textes
Plusieurs nouvelles et plus d'une centaine de contributions à des ouvrages collectifs, de publications dans des revues, de notes de lectures, d'expositions, et de festivals.

### Radio (sélection)
- Visite de la Maison Perec, documentaire, RTS-Espace 2, documentaire, 100 min, 2002 / en collaboration avec Jacques Roman.
- Necropolis, le pavillon étrange, fiction, 30 min, RTS-Espace 2, 2002 / en collaboration avec Antoine Jaccoud.
- Pétrarque en ses lieux poétiques, série documentaire, RTS-Espace 2, 5*30 min, 2002 / avec Ruedi Imbach.
- J-B.Pontalis, de vive voix, série d'entretiens/portrait, RTS-Espace 2, 5*30 min, 2003 / Avec JB Pontalis.
- Naissance du fantôme, entretien avec Jean-David Jumeau-Lafond, Passage des ombres, RTS-Espace 2, 2003.
- Hiroshima/Nagasaki, les derniers témoins, documentaire, 100 min, RTS- Espace 2, 2005.
- Pour Antonin Artaud, documentaire, RTS-Espace 2, documentaire, 52 min, RTS-Espace 2, 2006.
- Malcolm Lowry, ou la traversée qui ne finit jamais, documentaire, 100 min, RTS-Espace 2, 2007 / en collaboration avec Jacques Roman.
- La Suisse fantastique, série documentaire, 4*100 min, RTS-Espace 2, 2007 / Avec Michel Meurger.
- Que reste-t-il de Shanghai ? documentaire, 100 min, RTS-Espace 2, 2007.
- H.P.Lovecraft, le livre de raison, documentaire, 100 min, RTS-Espace 2, 2007 / avec Patrick Gyger.
- Pasolini vivant ! documentaire, 100 min, RTS-Espace 2, 2007 / en collaboration avec Jacques Roman.
- Le Mythe Sherlock Holmes, documentaire 100 min, RTS-Espace 2, 2007.
- Mondes Connus et inconnus, Jules Verne, documentaire, 100 min, RTS-Espace 2, 2008 / avec Patrick Gyger.
- La Rose blanche contre Hitler, documentaire, 100 min, RTS-Espace 2, 2008.
- Rwanda 15 ans après, documentaire, 100 min, RTS-Espace 2, 2009.
- Roorda, le pessimiste joyeux, documentaire, 100 min, RTS-Espace 2, 2009 / en collaboration avec Jacques Roman.
- Arthur Cravan contre Arthur Cravan, documentaire, 100 min, RTS-Espace 2, 2009 / en collaboration avec Jacques Roman.
- Aux Confins de l'Europe, documentaire, 2*52 min, RTS-Espace 2, 2010.
- Le Cambodge à l'heure du procès des Khmers rouges, documentaire, 52 min, RTS-Espace 2, 2011.
- La Hongrie, un passé qui ne passe pas, documentaire, 2*52 min, RTS-Espace 2, 2012.
- De la destruction, documentaire, 52 min, RTS-Espace 2, le LABO, 2012.
- Alberto Moravia, de vous à moi, documentaire, 52 min, RTS-Espace 2, le LABO, 2012.
- Cambodge, La cité oubliée, documentaire, 52 min, RTS-Espace 2, le LABO, 2013.
- Rêver le transsibérien, série documentaire et projets web, 2*4 heures, RTS-Espace 2, le LABO, 2013.
- L'Ange noir, Petit traité des succubes, entretien avec Jean-David Jumeau-Lafond, Entre les lignes, RTS-Espace 2, 2013.
- Karl Kraus, combattant du verbe, série documentaire, 3*52 min, RTS-Espace 2, le LABO, 2013-2014.
- L'histoire terrible mais inachevée de Norodom Sianouk, un portrait, documentaire, 52 min, RTS-Espace 2, le LABO, 2013 / Avec James Burnet.
- Budapest, place de la liberté, documentaire, 100 min, RTS-Espace 2, Le LABO, 2014.
- L'Institut du cri, documentaire/fiction/workshop, 100 min, RTS-Espace 2, LE LABO, 2015 / Avec Fri-Art, Clara Alloing, Thibault Walter, J.Roman.
- Hilary et Donald à la maison blanche, série fiction, 5*15 min, RTS-Espace 2, LE LABO, 2016 / Collectif.
- À L'écoute d'Alain Cavalier, documentaire, 52 min, RTS- Espace 2, Le LABO, 2017.
- Les Ombres de Fukushima, série documentaire, 3*52 min, RTS- Espace 2, le LABO, 2018 / avec Akira Mizubayashi et Didier Rossat./ ention spéciale (Grandes Ondes) au Festial Longueur 'Onde (Brest) en février 2020.
- Nicolas Meienberg, documentaire, 52 min, RTS-Espace 2, Le LABO, 2018 / en collaboration avec Jacques Roman.

## Prix, distinctions, invitations
- Prix littéraire de l'État de Fribourg, 2007.
- Prix Lipp - bourse Anton Jaegger du premier roman pour Train fantôme, Genève, 2008.
- Prix européen Aristote de la critique en poésie, Cénacle Européen, Paris, 2015.
- Bourse littéraire de Pro Helvetia, Zürich, 2018.

Festivals internationaux et invitations
- Feria International de libros / Buenos Aires, Argentina; Salon du Livre / Beyrouth, Liban; Brahmaputra Literary Festival / Guwahati, Assam, India.
- Universités de Fudan (Shanghai, Chine), de Cordoba (Argentina), de New Delhi, Guwahati, Chandigarh, Goa (Inde), de Fribourg et Genève (Suisse).

## Prix radio
- Prix International de Radio / Premios ONDAS 2019 (Espagne), Barcelone  - comme producteur du LABO, pour Un temps de cochon de Benoit Bories / avec Gulliver.
- Mention spéciale "Grandes Ondes" au festival Longueur d'onde 2020 (Brest) pour la trilogie documentaire (LEs Ombres de Fukushima) (producteur et auteur), produit pour le LBO, RTS-Espace 2.